# Miguel Ángel Galán
Miguel Ángel Galán Martínez (Montevideo, Uruguay, 28 de enero de 1932 - ibidem, 29 de noviembre de 2014) fue un militar y político uruguayo, perteneciente al Partido Nacional, quien se desempeñó como diputado en 1972-1973, Vocal del Directorio de ANCAP entre 1985 y 1987, Jefe de Policía de Maldonado entre 1990 y 1993 y Ministro de Industria, Energía y Minería en 1994-1995.

## Primeros años
Nació en Montevideo el 28 de enero de 1932. 
En su juventud revistió en la Fuerza Aérea Uruguaya como piloto aviador militar,  retirándose con el grado de teniente.

## Junta Departamental de Maldonado
Tras su retiro, ya radicado en el departamento de Maldonado, inició su actividad política como adherente al Partido Nacional. 
En las elecciones de 1966 figuró como primer candidato a edil de la Junta Departamental de Maldonado por la lista 88,que postulaba a la fórmula presidencial Martín Echegoyen-Dardo Ortiz y a la Intendencia de Maldonado a Francisco Salazar. Las elecciones fueron ganadas por el Partido Colorado tanto a nivel nacional (con Oscar Gestido electo presidente) como departamental (con Gilberto Acosta Arteta elegido intendente) pero la lista 88 obtuvo cuatro de los trece puestos que correspondieron al Partido Nacional en la Junta Departamental, resultando electo Galán como edil para el período 1967-1972.

## Diputado en la XLI Legislatura
En las elecciones de 1971 fue candidato a la Cámara de Representantes para la XLI Legislatura por el departamento de Maldonado, por la lista 88,respaldando a la fórmula presidencial Wilson Ferreira Aldunate-Carlos Julio Pereyra. 
Con un total de 5.031 votos, obtuvo la mayor votación dentro del sublema Por la reconquista de Maldonado que a su vez, con 14.917 votos, constituyó la mayoría dentro del total de 17.921 votos del partido, conquistando Galán la banca adjudicada al mismo (la restante del departamento fue para Francisco Pons, del Partido Colorado).
Asumió como diputado con la instalación de la nueva legislatura el 15 de febrero de 1972, ocupando dicho escaño durante el período de un año y cuatro meses que duró la misma, hasta la disolución de las cámaras por parte del presidente Juan María Bordaberry mediante el golpe de Estado del 27 de junio de 1973.

## Durante la dictadura militar
Dirigente cercano a Wilson Ferreira Aldunate,según algunas versiones, en junio de 1973 colaboró con la huida de dicho líder político desde el aeropuerto El Jaguel de Maldonado;participando en acciones de resistencia desde los primeros días del régimen dictatorial.
Fue un importante dirigente del sector wilsonista dentro del Uruguay en dicho período y se mantuvo en estrecho contacto con Ferreira.
En las elecciones internas de 1982 encabezó la lista DAI en el departamento de Maldonado.
En 1983 fue electo miembro titular del Directorio del Partido Nacional.

## Primera candidatura a Intendente de Maldonado
En las elecciones de 1984, que pusieron fin a la dictadura, Galán fue candidato a la Intendencia de Maldonado, con tres listas, DAI (13.749 votos), 723 (1.542 votos) y 904 (49 votos). Con una sumatoria de 15.340 votos a su candidatura, se impuso ampliamente a los otros cuatro candidatos a Intendente del Partido Nacional. 
Sin embargo, dicho partido, con un total de 22.941 votos, fue derrotado por el Partido Colorado, que alcanzó 26.995. Por consiguiente, y pese a que Galán fue el candidato individualmente más votado en la elección, en virtud de la ley de lemas vigente en las eleeciones departamentales resultó electo Intendente el candidato más votado dentro del Partido Colorado, Benito Stern (que recibió 14.592 votos, triunfando gracias a los sufragios obtenidos por los otros dos candidatos colorados).

## Director de ANCAP
El 16 de abril de 1985 fue designado por el gobierno de Julio María Sanguinetti como Vocal del primer Directorio de la Administración Nacional de Combustibles, Alcohol y Portland (ANCAP) nombrado tras la restauración democrática.
Permaneció integrando dicho Directorio durante unos dos años y medio. Presentó su renuncia al cargo en noviembre de 1987, la que le fue aceptada el 17 de diciembre siguiente.

## Segunda candidatura a Intendente
En las elecciones de 1989 se postuló nuevamente a la Intendencia de Maldonado, presentando dos listas, 4 (6.477 votos) y 4904  (371 votos). 
El Partido Nacional, con un total de 27.103 sufragios, se impuso sobre el Partido Colorado con 22.779, pero Galán fue derrotado internamente por Domingo Burgueño, quien con 10.022 votos, y siendo el candidato más votado dentro del lema más votado, resultó electo Intendente gracias a los votos de Galán y los otros tres candidatos blancos. 
El candidato individualmente más votado fue el intendente saliente, Benito Stern, quien con 15.916 votos perdió la reelección frente a Burgueño merced al mismo mecanismo de doble voto simultáneo que le había dado la victoria sobre Galán cinco años antes.

## Jefe de Policía de Maldonado
Tras el triunfo a nivel nacional del Partido Nacional en dichas elecciones de 1989, y la asunción como nuevo presidente de Luis Alberto Lacalle, el 3 de marzo de 1990 Galán fue designado por este y su ministro del Interior Juan Andrés Ramírez como Jefe de Policía de Maldonado.
Ocupó dicho puesto durante tres años, siendo reemplazado en junio de 1993 por Osvaldo Díaz González.

## Ministro de Industria, Energía y Minería
El 6 de mayo de 1994, el presidente Lacalle nombró a Galán como nuevo ministro de Industria, Energía y Minería.
Fue el primer titular de esa cartera durante el gobierno de Lacalle perteneciente al Partido Nacional, pues anteriormente la misma había sido ocupada por los colorados Augusto Montesdeoca y Eduardo Ache.
Acompañado por Santiago Urioste como subsecretario, Galán permaneció en el cargo durante casi ocho meses, hasta la finalización del período presidencial de Lacalle.
En marzo de 1995, con la asunción de Julio María Sanguinetti como presidente por segunda vez, fue sucedido al frente del Ministerio de Industria, Energía y Minería por Federico Slinger.

## Otras actividades
En la década del 60 fue funcionario del Casino San Rafael, siendo subgerente del mismo en 1967e interventor adjunto del Casino del Estado-Punta del Este en 1971.
En la década del 80 se desempeñó también como miembro del Directorio interventor del Banco Comercial.
Fue presidente de la Liga Federal de Maldonado de fútbol, obteniendo durante su período la selección departamental el campeonato del interior. También fue jugador de básquetbol en el club Uru.
En sus últimos años no volvió a ser nombrado ni a ser candidato a cargos públicos, realizando solo esporádicas apariciones en los medios. Una de ellas la efectuó, en el año 2000, para respaldar a su antiguo adversario político en el departamento de Maldonado, Benito Stern, ante su enjuiciamiento penal por hechos realizados durante su gestión como Ministro de Turismo.

## Vida personal y fallecimiento
Era hijo de Ángel Galán y de Nieves Elida Martínez Varela, (fallecida en septiembre de 2001)quienes se casaran en 1930.
Contrajo matrimonio con Aída Ramos, con quien tuvo cuatro hijos, Marina Haydée, Miguel Pedro, Rafael Fernando y Martín José Galán Ramos. Luego del fallecimiento de su esposa,contrajo nuevas nupcias con Sylvia Inés Uriarte Aguerrebere, quien lo sobrevivió.
Miguel Ángel Galán falleció en Montevideo el 29 de noviembre de 2014, a los 82 años de edad. Sus restos fueron velados y sepultados en la ciudad de Maldonado.